# Вершигоров, Пётр Саввович
Пётр Са́ввович Вершиго́ров (28 сентября 1925, деревня Сухотинские хутора, Тульская губерния — 16 июня 1998, Киров, Россия) — художник, художник-живописец, график, член Союза художников СССР (1957) и РФ, Заслуженный художник РСФСР (1974). Участник Великой Отечественной войны. Гвардии рядовой. Председатель правления Кировской организации Союза художников (1970—1976).

## Биография
Родился 28 сентября 1925 года в деревне Сухотинские хутора Тульской губернии. В 1933—1943 г.г. учился в Быковской средней школе Подольского района, а затем в железнодорожном училище № 1 Люблино Московской области.
В 1943 году учился в Московском пулемётно-миномётном училище.
Прошёл почти всю войну. После форсирования Днепра во время наступательной операции полк, в котором воевал Вершигоров был окружён немцами, частично уничтожен и взят в плен. В 1943-м Петру Вершигорову было всего 18 лет, когда он испытал и тяготы окружения, ужасы плена (arbeits commando) и радость побега.
Далее воевал стрелком в 5-й стрелковой роте 2-го мотострелкового батальона 33-й гвардейской мотострелковой Уманско-Берлинской Краснознамённой орденов Суворова, Кутузова и Богдана Хмельницкого бригады. Дошёл до Берлина. Был награждён медалью «За взятие Берлина».
Учился в Москве — сначала в Московском государственном академическом художественном училище памяти 1905 года, а затем в Московском государственном художественном институте им. В. И. Сурикова (1950—1956) на факультете станковой живописи у П. В. Малькова, П. Д. Покаржевского, В. П. Ефанова. В 1956 выполнил дипломную работу — картину «По царскому велению».
Жил в Кирове. Выполнял тематические картины, пейзажи, портреты. Автор живописных произведений: «Не взяли» (1945), «Огни города Кирова» (1957), «Черемуха зацвела» (1957), «На полевом стане» (1958), «К бакенам» (1959), «Портрет лесоруба Героя Социалистического труда З. Замидуллина» (1959), «Земля торопит» (1953), «На рейде» (1964), «Выход торпедных катеров» (1966), «Весенний праздник. Дымково» (1967), «Ремонт» (1969), «Омутнинские сталевары» (1973—1975), «Баренцево море», «Край пограничный» (обе — 1974), «За синей птицей» (1977).
Создал мозаики (керамика) в кафе «Юность» в Яранске Кировской области, а также мемориальный комплекс, посвященный В. И. Ленину, в Слободском (1970).
Пётр Саввович много путешествовал. Считая, что художник не имеет права работать без этюдов, он объездил самые дальние уголки тогда ещё Советского Союза, побывал и в Грузии, и на Дальнем Востоке. После вооруженного конфликта на острове Даманском, произошедшим в марте 1969 года, Петр Вершигоров вместе с поэтом Овидием Любовиковым и драматургом Исааком Шуром создали группу деятелей искусств и отправились в Забайкалье на заставу имени Виталия Козлова, где служили ребята из Кировской области.
Делегат III, IV, V съездов художников СССР. Депутат Кировского областного совета (1963—1965, 1973—1977).
Преподавал в Кировском художественном училище (1983—1989), вёл дипломные мастерские (в частности у выпускников училища Ф. Халикова и А. Вепрёва).
В 1995 году Творческим объединением «Окно» (ГТРК «Вятка») был снят документальный фильм «Художник Пётр Вершигоров».
В 1996 году Кировская областная библиотека имени А. И. Герцена выпустила подготовленный Арт-Центром персональный указатель «П. C. Вершигоров», указатель художника хранится в главных библиотеках и музеях страны.
Картины художника «По царскому велению», «Хлеб Севера», «На мамушке-реке», «За синей птицей» вошли в фонд творческих достижений русского искусства XX века.
Творчество П. C. Вершигорова представлено в ряде музейных собраний, среди них — Государственная Третьяковская галерея, Научно-исследовательский музей Российской Академии художеств в Санкт-Петербурге, Вятский художественный музей имени В. М. и А. М. Васнецовых.
Пётр Саввович Вершигоров умер от фронтовых ран 16 июня 1998 года в Кирове.

## Персональные выставки
С 1950 года — участник областных, зональных, всероссийских, международных, зарубежных выставок. Работы художника экспонировались на выставках: 3-й Всесоюзной выставке дипломных работ студентов художественных вузов СССР (1956), Всесоюзной художественной выставке (1957), Республиканских художественных выставках (1957, 1967 — «Советская Россия»), в Москве; произведений художников Кировской области (1958, 1959, 1961, 1964, 1967) в Кирове; «Советский Север» в Архангельске (1964) и других. Провёл персональную выставку в Кирове (1988).

## Награды и премии
- Орден Отечественной войны I степени[9]
- медали «За отвагу», «За взятие Берлина», «За победу над Германией в Великой Отечественной войне 1941—1945 г.г.»
- Диплом Российской академии художеств (1996)

## Цитаты
Природа меня воспитывает в своём духе — уверенности и спокойствии, поклонении красоте и верности её законам. Поэтому нет яркой, отвлекающей от мысли, краски. Не вношу раздражения и потрясений в композицию, которых у нас в жизни хватает. К русскому характеру, красоте! К духу народному, строгому ти прекрасному!
— П. С. Вершигоров

Сожалея об уходе из жизни такого человека, как заслуженный художник РСФСР П. С. Вершигоров, нужно благодарить судьбу за то, что дала радость встреч с ним. От него шёл какой-то невидимый тёплый свет, который передавался тем, кто с ним общался…
— Т. Е. Тимкина, заслуженный художник России (ученица П. С. Вершигорова)

## Наиболее известные работы Петра Вершигорова
- «По царскому велению» (1956)
- «Огни города Кирова» (1957)
- «И блестит серебром» (1957)
- «Пядь земли» (1969)
- «Омутнинские сталевары» (1973—1975)
- «За синей птицей» (1979)
- «Хлеб Севера» (1983)
- «На мамушке-реке» (1992)
- «Заклинание» (1992)
- «Свершение» (1994)
- «Крест» (1994)